# ガブリエル・マエストレ
ガブリエル・ホセ・マエストレ・ペレス（Gabriel Jose Maestre Perez、1986年7月22日 - ）は、ベネズエラのプロボクサー。バルセロナ出身。元WBA世界ウェルター級暫定王者。

## 来歴
アマチュア時代、2012年ロンドン、2016年リオデジャネイロの2度オリンピックに出場。
2019年7月6日、バランキージャのコリセオ・シュガー・ベイビー・ロハスでプロデビュー戦としてジェオバニス・バラーザとWBAフェデボルスーパーウェルター級王座決定戦を行い、2回2分16秒TKO勝ちを収め王座を獲得した。
2019年12月19日、バランキージャのコリセオ・シュガー・ベイビー・ロハスで元WBA世界ウェルター級暫定王者ディエゴ・ガブリエル・チャベスと対戦し、4回2分14秒TKO勝ちを収めWBAフェデボル王座の初防衛に成功した。
2021年8月7日、ミネアポリスのミネアポリス・アーモリーでWBA世界ウェルター級暫定王座決定戦をWBA世界ウェルター級12位マイカル・フォックスと行い、12回3-0（115-112、117-110、114-113）の判定勝ちを収め王座を獲得した 。しかしフォックスが勝っていた不当判定だと怒りの声が各方面から上がる物議を醸す判定だったことで、フォックスのプロモーターであるマーシャル・カウフマンがWBAにダイレクトリマッチを要求すると、WBAは試合のレビューを行い、試合から3日後の10日にダイレクトリマッチを指令した。12日には発表していた暫定王座削減計画のためマエストレの暫定王座は空位になり、また117-110と採点したジャッジのガブリエル・リッゾが過去にツイッターで人種差別発言や極端な政治思想を発信していたことが発覚したことを受けてWBAはリッゾに無期限活動停止の処分を下した。
2023年4月8日、カリフォルニア州の ディグニティ・ヘルス・スポーツ・パーク・テニスコートでデボン・アレクサンダーと対戦し、3回TKO勝ちを収めた。
2024年5月4日、ネバダ州ラスベガスのT-モバイル・アリーナで行われるサウル・アルバレス対ハイメ・ムンギアの前座で、WBA世界ウェルター級レギュラー王者のエイマンタス・スタニオニスと暫定王座剥奪から1年9ヶ月振りの王座返り咲きを目指すも、12回0-3（109-119、110-118、111-117）の判定負けでプロ初黒星となり王座返り咲きに失敗した。

## 戦績
- プロボクシング:8戦6勝（5KO）1敗 1分

| 戦           | 日付           | 勝敗 | 時間    | 内容    | 対戦相手                       | 国籍           | 備考                                                       |
| ------------ | -------------- | ---- | ------- | ------- | ------------------------------ | -------------- | ---------------------------------------------------------- |
| 1            | 2019年7月6日   | ☆    | 2R 2:16 | TKO     | ジェオバニス・バラーザ         | コロンビア     | プロデビュー戦 WBAフェデボルスーパーウェルター級王座決定戦 |
| 2            | 2019年12月19日 | ☆    | 4R 2:14 | TKO     | ディエゴ・ガブリエル・チャベス | アルゼンチン   | WBAフェデボル防衛1                                         |
| 3            | 2020年12月17日 | ☆    | 1R 0:38 | KO      | ダニエル・ベガ・コタ           | メキシコ       |                                                            |
| 4            | 2021年8月7日   | ☆    | 12R     | 判定3-0 | マイカル・フォックス           | アメリカ合衆国 | WBA世界ウェルター級暫定王座決定戦                          |
| 5            | 2022年3月11日  | △    | 10R     | 判定1-1 | タラス・シェレストユク         | ウクライナ     |                                                            |
| 6            | 2023年4月8日   | ☆    | 3R 終了 | TKO     | デボン・アレクサンダー         | アメリカ合衆国 |                                                            |
| 7            | 2023年8月12日  | ☆    | 2R 2:06 | TKO     | トラヴォン・マーシャル         | アメリカ合衆国 |                                                            |
| 8            | 2024年5月4日   | ★    | 12R     | 判定0-3 | エイマンタス・スタニオニス     | リトアニア     | WBA世界ウェルター級タイトルマッチ                          |
| テンプレート |                |      |         |         |                                |                |                                                            |

## 獲得タイトル
- WBAフェデボルスーパーウェルター級王座
- WBA世界ウェルター級暫定王座(防衛0=剥奪)